# NGC 6667
NGC 6667 (również NGC 6668, NGC 6678, PGC 61972 lub UGC 11269) – galaktyka spiralna z poprzeczką (SBab/P), znajdująca się w gwiazdozbiorze Smoka.
Odkrył ją 11 września 1883 roku Lewis A. Swift. Obserwował ją też 8 czerwca 1885 i 31 lipca 1886 roku, lecz obliczone przez niego pozycje różniły się od siebie, toteż John Dreyer uznał, że mogą to być różne obiekty i w swoim New General Catalogue skatalogował tę galaktykę trzykrotnie jako NGC 6667, NGC 6668 i NGC 6678.
W galaktyce tej zaobserwowano supernową SN 2014F.